# Tingkeum Baro
Tingkeum Baro is een bestuurslaag in het regentschap Bireuen van de provincie Atjeh, Indonesië. Tingkeum Baro telt 543 inwoners (volkstelling 2010).